# Arrondissement de Saint-Pons
Pour les articles homonymes, voir Saint-Pons.
L’arrondissement de Saint-Pons, département de l'Hérault, créé en 1800, et dissous en 1926, recouvrait pour une large part le territoire de l'ancien diocèse civil de Saint-Pons.

## Histoire
En 1790, le diocèse de Saint-Pons est supprimé en tant que division administrative, lors de la création des départements par la Constituante : il est alors compris dans le "département maritime du Bas-Languedoc", qui devient le département de l'Hérault.
Saint-Pons est alors le chef-lieu d'un district englobant l'ancien diocèse civil et trois communes distraites de l'ancien diocèse de Béziers.
Par la loi du 28 pluviôse an VIII (17 février 1800), lors de la création des préfectures et sous-préfectures, Saint-Pons devient chef-lieu du quatrième arrondissement de l'Hérault.
En 1926, une réforme administrative supprime définitivement l'arrondissement de Saint-Pons qui est rattaché à l'arrondissement de Béziers.
L’ancienne ville de sous-préfecture Saint-Pons a pris le nom de Saint-Pons-de-Thomières par le décret du 11 juin 1979 publié au Journal officiel de la République française (JORF) du 14 juin 1979 avec effet au 15 juin 1979.

## Cantons
- Olargues,
- Olonzac,
- Saint-Chinian,
- Saint-Pons-de-Thomières et
- la Salvetat-sur-Agout.

## Sous-préfets
| Période           | Période           | Identité                         | Fonction précédente                                                   | Observation                                                                |
| ----------------- | ----------------- | -------------------------------- | --------------------------------------------------------------------- | -------------------------------------------------------------------------- |
| 1814              | 1815              | Alexandre de Treil de Pardailhan |                                                                       | Installé à la Premiere Restauration                                        |
|                   |                   |                                  |                                                                       |                                                                            |
| 1815              | 1822              | Alexandre de Treil de Pardailhan |                                                                       | Revient après les Cent-Jours                                               |
|                   |                   |                                  |                                                                       |                                                                            |
| 1er mai 1858      | 12 mars 1861      | Jean Brun Beaupein Beauvallon    | Conseiller de préfecture de l'Aveyron                                 | Nommé secrétaire général de la préfecture de l'Isère                       |
| 12 mars 1861      | 19 avril 1865     | Antoine Pugliesi-Conti           |                                                                       | Nommé secrétaire général de la préfecture du Loiret                        |
|                   |                   |                                  |                                                                       |                                                                            |
| 11 septembre 1870 | 19 juillet 1873   | Jean Girard                      | Avocat à Montpellier en 1858                                          | Démissionne pour raison de santé de sa femme                               |
|                   |                   |                                  |                                                                       |                                                                            |
| 1er mars 1875     | 7 juillet 1876    | Louis Tardy de Montravel         | Sous-préfet de Saint-Amand                                            | Nommé sous-préfet de Bonneville                                            |
| 31 août 1876      | 21 février 1877   | Ferdinand Collomp                | Sous-préfet de Castellane (1870-1873)                                 | Nommé sous-préfet de Cosne                                                 |
| 21 février 1877   | 24 mai 1877       | Jean Reboul                      |                                                                       | Remplacé. Nommé sous-préfet de Béziers en décembre 1877.                   |
| 30 décembre 1877  | 6 avril 1878      | Frédéric Yvernès                 | Notaire à Bessèges (1862-1872)                                        | Nommé sous-préfet de Saint-Affrique                                        |
| 6 avril 1878      | 12 janvier 1880   | Auguste Tardy                    | Adjoint au maire de Toulon                                            | Nommé sous-préfet de Mamers                                                |
| 12 janvier 1880   | 13 février 1880   | Clovis Marserou                  | Sous-préfet de Saint-Jean-de-Maurienne                                | Nommé sous-préfet de Boussac                                               |
| 13 février 1880   | 28 février 1882   | Raoul Couppel du Lude            | Ingénieur à la compagnie générale des omnibus de Paris                | Nommé sous-préfet de Châtillon-sur-Seine                                   |
| 28 février 1882   | 25 mars 1882      | Louis Godissart                  | Sous-préfet de Montdidier                                             | Mis en disponibilité                                                       |
| 25 mars 1882      | 9 juillet 1890    | Jean Bouniols                    | Sous-préfet de Lure                                                   | Nommé sous-préfet de Lavaur                                                |
| 9 juillet 1890    | 31 décembre 1892  | Jean Bois                        | Sous-préfet de Prades                                                 | Nommé sous-préfet de Sisteron                                              |
| 31 décembre 1892  | 19 janvier 1893   | Charles Casta                    | Sous-préfet de Vitry-le-François                                      | Nommé sous-préfet de Thonon                                                |
| 19 janvier 1893   | 18 février 1893   | Guillaume Hermann                | Sous-préfet de Nontron                                                | Mis en disponibilité sur sa demande                                        |
| 18 février 1893   | 1er février 1894  | Jean-Baptiste Roudaud            | Conseiller de préfecture des Alpes-Maritimes                          | Nommé sous-préfet de Vitré                                                 |
| 1er février 1894  | 14 décembre 1895  | Albert Le Go                     | Sous-préfet de Baume-les-Dames                                        | Nommé sous-préfet de Saint-Amand                                           |
| 14 décembre 1895  | 30 novembre 1896  | Albin Treilles                   | Conseiller de préfecture de la Loire                                  | Nommé sous-préfet d'Espalion                                               |
| 30 novembre 1896  | 21 février 1900   | Charles Casta                    | Sous-préfet d'Espalion                                                | Pour la deuxième fois. Nommé sous-préfet de Lodève                         |
| 21 février 1900   | 24 septembre 1900 | Louis Carles                     | Chef du secrétariat particulier du ministre de l'Instruction publique | Nommé secrétaire général de la préfecture des Côtes-du-Nord                |
| 24 septembre 1900 | 5 juillet 1907    | Antoine Mounier                  | Attaché au cabinet du préfet du Nord                                  | Nommé secrétaire général de la préfecture de l'Hérault                     |
| 8 juillet 1907    | 9 avril 1911      | Louis Gaussorgues                | Chef de cabinet du préfet du Gard                                     | Nommé sous-préfet de Baugé                                                 |
| 9 avril 1911      | 7 février 1912    | Bertrand Lafond                  | Secrétaire général de la préfecture de l'Ardèche                      | Nommé secrétaire général de la préfecture des Ardennes                     |
| 7 février 1912    | 31 janvier 1914   | Eugène François                  | Secrétaire général de la préfecture des Ardennes                      | Nommé sous-préfet de Gannat                                                |
| 31 janvier 1914   | 10 octobre 1914   | Charles Valentino                |                                                                       | Mobilisé pour la guerre                                                    |
| 10 octobre 1914   | 3 mars 1915       | Franck Rouvière                  | Chef de cabinet du préfet de l'Hérault                                | Mobilisé pour la guerre                                                    |
| 27 mars 1915      | 3 juillet 1919    | Charles Strzegowski              | Conseiller de préfecture de la Haute-Saône en 1910                    | Nommé conseiller de préfecture de la Drôme                                 |
| 9 mars 1919       | 22 mars 1919      | Camille Vettard                  | Mobilisé pour la guerre                                               | Nommé sous-préfet de Bagnères-de-Bigorre                                   |
| 22 mars 1919      | 4 mars 1920       | Franck Rouvière                  | Mobilisé pour la guerre                                               | Pour la 2eme fois. Nommé sous-préfet de Lodève                             |
| 4 mars 1920       | 22 septembre 1926 | Gabriel Arché                    | Conseiller de préfecture du Cher                                      | Rattaché à la préfecture de l'Hérault à la fermeture de la sous-préfecture |

## Sources
- Paroisses et communes de France - Hérault, CNRS (1989)  (ISBN 2-222-04293-3)